# Shōta Hasunuma
Shōta Hasunuma (japanisch 蓮沼 翔太 Hasunuma Shōta; * 15. Oktober 1993 in der Präfektur Ibaraki) ist ein ehemaliger japanischer Fußballspieler.

## Karriere
Shōta Hasunuma erlernte das Fußballspielen in der Jugendmannschaft von Kashiwa Reysol und der Universitätsmannschaft der Sendai-Universität. Seinen ersten Vertrag unterschrieb er 2016 beim Fukushima United FC. Der Verein spielte in der dritthöchsten Liga des Landes, der J3 League. Für den Verein absolvierte er 11 Ligaspiele. 2018 wechselte er auf Leihbasis zu Veertien Mie. Nach der Ausleihe wurde er fest von Mie fest unter Vertrag genommen. Für den Verein absolvierte er insgesamt 33 Ligaspiele. 2020 wechselte er nach Suzuka zu Viertligisten Suzuka Point Getters. Für Suzuka stand er 38-mal in der vierten Liga auf dem Spielfeld.
Am 1. Februar 2022 beendete Shōta Hasunuma seine Karriere als Fußballspieler.